# Yosef ben Meir ibn Sabarra
Yosef ben Meir ibn Sabarra (h. 1140- ) fue un médico y escritor hebreo de la segunda mitad del siglo XII. Hacia el año 1190 escribió en Barcelona su Séfer Ša'ašu'im o Libro de las delicias o Libro de los entretenimientos, perteneciente al género de la maqamat o prosa rimada. La obra compila más de una decena de cuentos, además de aforismos, sentencias, reflexiones sapienciales y doctrinales y poesía lírica, todo ello engarzado por un argumento en el que, desde el género de la autobiografía ficticia, un amante, acompañado en sus viajes por un demonio llamado Enán, procura una serie de conquistas y es desdeñado. María Rosa Lida de Malkiel ha relacionado esta obra, sobre todo su hilo conductor, con el Libro de buen amor del arcipreste de Hita, si bien la mayor parte de la crítica no comparte esta filiación.